# Сафоновка (Зональний район)
Сафо́новка (рос. Сафоновка) — селище у складі Зонального району Алтайського краю, Росія. Входить до складу Чемровської сільської ради.

## Населення
Населення — 378 осіб (2010; 371 у 2002).
Національний склад (станом на 2002 рік):
- росіяни — 90 %